# Wayne Northrop
Wayne Alan Northrop (* 12. April 1947 in Sumner, US-Bundesstaat Washington; † 29. November 2024 in Woodland Hills, Kalifornien) war ein US-amerikanischer Fernsehschauspieler.

## Leben
Northrop studierte an der University of Washington, wo er einen Bachelorabschluss im Fachbereich Kommunikation machte. Später besuchte er Schauspielkurse am Seattle Community College. Seit 1975 war er als Theaterschauspieler aktiv, gab 1977 sein Fernsehdebüt. Es folgten zahlreiche Auftritte in verschiedenen Fernsehserien. Im deutschsprachigen Raum wurde er am bekanntesten durch seine Rolle als Chauffeur „Michael Culhane“ in der Fernsehserie Der Denver-Clan, den er in der ersten Staffel 1981 und nochmals in der siebten Staffel von 1986 bis 1987 darstellte. Das amerikanische Fernsehpublikum kannte ihn darüber hinaus durch seine 25 Jahre umspannende Mitwirkung an der Seifenoper Zeit der Sehnsucht. Sein Schaffen für das Fernsehen umfasst rund zwei Dutzend Produktionen.
Wayne Northrop war seit 1981 mit der Schauspielerin Lynn Herring verheiratet. Das Paar hat zwei Söhne, Hank und Grady. Northrop starb im Alter von 77 Jahren im Altersheim des Motion Picture & Television Fund nach einer Demenzerkrankung.

## Filmografie (Auswahl)
- 1977: Eight Is Enough (Fernsehserie, Folge 2x12)
- 1978: Baretta (Fernsehserie, Folge 4x11)
- 1979: Die Waltons (The Waltons, Fernsehserie, Folge 7x13 Jason, der Feigling)
- 1981–1987: Der Denver-Clan (Dynasty, Fernsehserie, 32 Folgen)
- 1981–2006: Zeit der Sehnsucht (Days of Our Lives, Fernseh-Seifenoper, mind. 1036 Folgen)
- 1985, 1987: Hotel (Fernsehserie, 2 Folgen)
- 1988–1989: L.A. Law – Staranwälte, Tricks, Prozesse (L.A. Law, Fernsehserie, 5 Folgen)
- 1989: The Young Riders (Fernsehserie, Folge 1x02)
- 1996: Warnung aus dem Jenseits (The Haunting of Lisa, Fernsehfilm)
- 1997–1998: Port Charles (Fernsehserie, 50 Folgen)
- 2004: Cold Case – Kein Opfer ist je vergessen (Cold Case, Fernsehserie, Folge 1x20 Gier)